# Вооружённые силы гуанчей
Вооружённые силы гуанчей (исп. Fuerzas Armadas Guanches (FAG)) — бывшая террористическая организация, боевое крыло Движения за автономию и независимость Канарского архипелага. Была активна с 1 ноября 1976 года по 1978 год, когда группировка заявила об «одностороннем бессрочном прекращении огня» и прекращении «вооружённой борьбы против испанской колониальной оккупации».

## Террористические акты
- 1 ноября 1976 года: группа призвала к вооружённому сопротивлению на радиопередаче и взорвала свою первую бомбу в универмаге Galerias Preciados в Лас-Пальмас-де-Гран-Канария. Эта дата считается датой основания Вооружённых сил гуанчей.
- 27 марта 1977 года: бомба ФАГ взорвалась в цветочном магазине пассажирского терминала аэропорта Гран-Канарии, в результате пострадало 8 человек. Поступило сообщение о ещё одной бомбе в аэропорту. В связи с этим аэропорт был закрыт. Рейсы были направлены в два аэропорта на Тенерифе. Это привело к чрезмерной загрузке аэропорта Лос-Родеос. 27 марта 1977 из-за тумана и недопонимания пилота и диспетчера на взлётно-посадочной полосе столкнулись два Боинга 747, 583 человека погибло, что стало крупнейшей авиационной катастрофой в человеческой истории.
- Март 1977: Сантьяго Марреро Эрнандес, член группировки, с целью украсть оружие проник в казармы испанского военно-морского флота в Ислете на острове Гран-Канария, в результате чего был убит.
- 13 мая 1977: группировка совершила своё первое нападение на материковой Испании, взорвав бомбу в универмаге Galerias Preciados в Мадриде.
- 1978 год: полицейский Рафаэль Вальденебро пытался обезвредить бомбу, заложенную террористами в Ла-Лагуне, но погиб при взрыве.